# Bruno Hiriart
Pour les articles homonymes, voir Hiriart.
Pas d'image ? Cliquez ici

a Compétitions nationales et continentales officielles uniquement.

b Matchs officiels uniquement.
Dernière mise à jour le 10 avril 2019.
Bruno Hiriart, né le 10 août 1983 à Bayonne, est un joueur français de rugby à XV qui évolue au poste d'ailier.

## Biographie
Bruno Hiriart commence sa carrière à l'école de rugby d'Anglet. Il rejoint ensuite le Biarritz olympique. Après un titre de vice-champion de France en catégorie Reciehl, il est surclassé en catégorie espoir et évolue sous les ordres de Marc Lièvremont et Sam Saffores.
À la fin de la saison 2004-2005, il préfère partir pour un club évoluant en Pro D2, l'US Dax, où il suit l'entraîneur des Espoirs Marc Lièvremont.
En 2009, il rejoint la Section paloise. Il y évolue jusqu'en 2015.
Entre-temps, Hiriart porte le maillot de l'équipe de France de rugby à sept pendant ses années paloises.
Après une saison à Uzès en Fédérale 3, il retrouve son club formateur à Anglet en Fédérale 1 en 2016.

## Palmarès
- Championnat de France de rugby à XV de 2e division :
  - Vainqueur de la finale : 2007 avec l'US Dax.
  - Finaliste : 2006 avec l'US Dax.